# Simulium pullus
Simulium pullus är en tvåvingeart som beskrevs av Rubtsov 1956. Simulium pullus ingår i släktet Simulium och familjen knott. Inga underarter finns listade i Catalogue of Life.